# Sant'Angelo a Cupolo
Sant'Angelo a Cupolo é uma comuna italiana da região da Campania, província de Benevento, com cerca de 4.180 habitantes. Estende-se por uma área de 10 km², tendo uma densidade populacional de 418 hab/km². Faz fronteira com Benevento, Ceppaloni, Chianche (AV), San Leucio del Sannio, San Martino Sannita, San Nicola Manfredi.

## Demografia
| Variação demográfica do município entre 1861 e 2011                               |
|                                                                                   |
| Fonte: Istituto Nazionale di Statistica (ISTAT) - Elaboração gráfica da Wikipedia |